# Torre Fenton

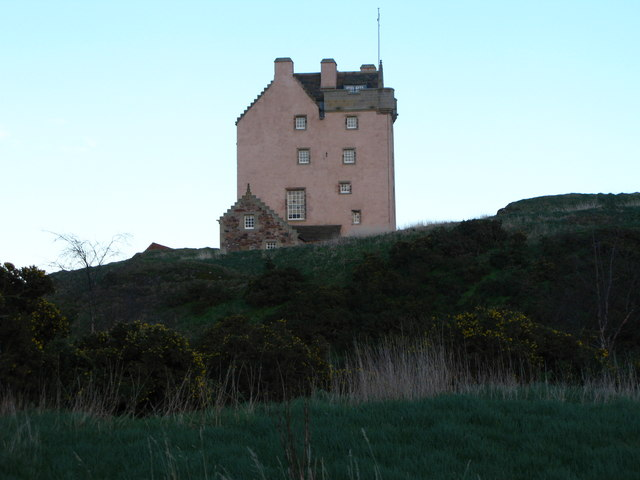
Torre Fenton, Escócia.

A Torre Fenton (em inglês:  Fenton Tower) é uma torre atualmente em ruínas localizada em Kingston, North Berwick, East Lothian, Escócia.
Foi alegadamente construída por Sir John Carmichael, que iniciais e data 1577 estavam aparentemente marcadas num painel, por cima da porta de entrada, agora em branco.
Encontra-se classificada na categoria "A" do "listed building" desde 5 de fevereiro de 1971.